# Theatergroep Grenz
Theatergroep Grenz (voorheen Theatergroep De Grens) is een theatergroep met producties die als "fysiek geluidstheater" bekendstaan. In deze speelstijl worden fysiek (lichamelijk) spel, geluid en muziek in combinatie ingezet om de voorstelling een grote impact te geven. Grenz maakt theater voor een publiek vanaf 12 jaar en levert een bijdrage aan de ontwikkeling van jong professioneel theatertalent. De groep is gehuisvest in Utrecht en vaste bespeler van Theater Kikker en de Blauwe Zaal van Stadsschouwburg Utrecht aldaar. Grenz speelt verder ook op scholen. Daarnaast ontwikkelt Grenz thematische voorstellingen, waaronder buitenvoorstellingen, voor een volwassen publiek.

## Geschiedenis
In 1990 vatten acteur Jan van Rossum en enkele klasgenoten van de Faculteit Theater van de Hogeschool voor de Kunsten Utrecht het idee op een theatergroep te starten. Omdat niet alle belangstellenden konden meedoen, De geografische grens werd getrokken en Theatergroep De Grens was ontstaan. (bron: Jan van Rossum in persoonlijk gesprek)
In de loop der jaren heeft Jan van Rossum, ook samen met Wouter Eizenga de artistieke leiding gehad.

## Voorstellingen
Bekende voorstellingen van Grenz zijn:
Held;
Imago (première 2003) - over verliefdheid en het eigen imago onder leeftijdsgenoten;
Hikikomori  (première 2004) - over verdriet, eenzaamheid en woede;
Slopen (première 2005) - over jongensvriendschap, verliefdheid en onderling geweld;
GAZ (première 2005) - over perfect geluk in een imperfecte wereld;
Genade Genade! (première 2006) - over goede bedoelingen en extremisme;
De Toren van Babel (première 2006) - over fanatisme en groepsdruk.

## Speelstijl
De voorstellingen van Grenz zijn gebaseerd op actuele thema's voor een breed publiek dat zoekt naar actie op het toneel. Het publiek wordt door humor en provocatie uitgedaagd om te reageren, waar de acteurs in hun spel op reageren. 
De aantrekkingskracht van Grenz op jeugdig theaterpubliek is een gevol van de directheid, de jonge makers en de fysieke beeldtaal. Gedurende het maakproces heeft Grenz regelmatig contact met hen. Door de jongeren te betrekken in de voorstelling gaat theater voor hen leven en voelen zij zich ermee verbonden.
Grenz prikkelt zowel het publiek dat het theater kent, als het publiek dat nog nooit een theater van binnen zag. De voorstellingen worden toegankelijk bevonden door veel jong theaterpubliek en ook door middelbare scholieren van het vmbo onderwijs.
"Theatergroep Grenz is het best bewaarde theatergeheim van Nederland, zij zijn de enige die vmbo leerlingen blijven boeien.´ (citaat Ellen Blom, Stadsschouwburg Utrecht)
De ontwikkeling van jong professioneel theatertalent bevordert Grenz door veel samen te werken met jonge makers en studenten van de Vooropleiding Acteren van de Hogeschool voor de Kunsten Utrecht.

## Medewerkers
De Grens heeft in de loop der jaren samengewerkt met een groot aantal acteurs, musici, schrijvers, componisten, regisseurs, decorontwerpers, kostuumontwerpers, decorbouwers, theatertechnici, theaterproducenten, kantoormensen, webdesigners en bestuurders. Hieronder een aantal namen van deze mensen: Jan van Rossum, Jeroen van Venrooij, Baz Mattie, Lotte Vogel, Peter van Hamersveld, Wouter Eizenga, Hannah Roelofs,  Jannika van Wijk, Eric Goossens, Jolijn van Leersum, Suzanne van der Hoeven, Wilfred de Zoete, Berend van Ommen.